# مقياس التباين
في مجال الطيران، مقياس التباين أو المتغير (variometer) - المعروف أيضًا باسم مؤشر معدل الصعود والنزول (rate of climb and descent indicator) واختصاراً (RCDI)، أو مؤشر معدل الصعود (rate-of-climb indicator)، أو مؤشر السرعة العمودية (vertical speed indicator) واختصاراً (VSI)، أو مؤشر السرعة العمودية (vertical velocity indicator) واختصاراً (VVI) - يعد أحد أدوات الطيران في الطائرة ويستخدم لإبلاغ الطيار بمعدل النزول أو الصعود. يمكن معايرتها بالأمتار في الثانية، بالقدم في الدقيقة (1 قدم/دقيقة = 0.00508 م/ث) أو عقدة (1 كن ≈ 0.514 م/ث)، حسب البلد ونوع الطائرة. عادة ما يكون متصلاً بمصدر الضغط الساكن الخارجي للطائرة.
في الرحلة التي تعمل بالطاقة، يستخدم الطيار بشكل متكرر مؤشر السرعة العمودية للتأكد من الحفاظ على مستوى الطيران، خاصة أثناء مناورات الدوران. في الطيران الشراعي، يتم استخدام الأداة بشكل شبه مستمر أثناء الرحلة العادية، غالبًا مع إخراج مسموع، لإبلاغ الطيار بارتفاع أو غوص هوائي. من المعتاد أن تكون الطائرات الشراعية مجهزة بأكثر من نوع واحد من المتغيرات. لا يحتاج النوع الأبسط إلى مصدر خارجي للطاقة وبالتالي يمكن الاعتماد عليه للعمل بغض النظر عما إذا كان قد تم تركيب بطارية أو مصدر طاقة. يحتاج النوع الإلكتروني المزود بالصوت إلى مصدر طاقة ليعمل أثناء الرحلة. لا تحظى الأداة باهتمام كبير أثناء الإطلاق والهبوط، باستثناء الطائرات الشراعية المسحوبة (aerotow)، حيث يرغب الطيار عادةً في تجنب إطلاقه في منطقة غوص هوائي.

مؤشر السرعة العمودية من روبنسون آر22. هذا هو النوع الأكثر شيوعًا في الطائرات، حيث يُظهر السرعة الرأسية بالأقدام في الدقيقة (قدم / دقيقة).

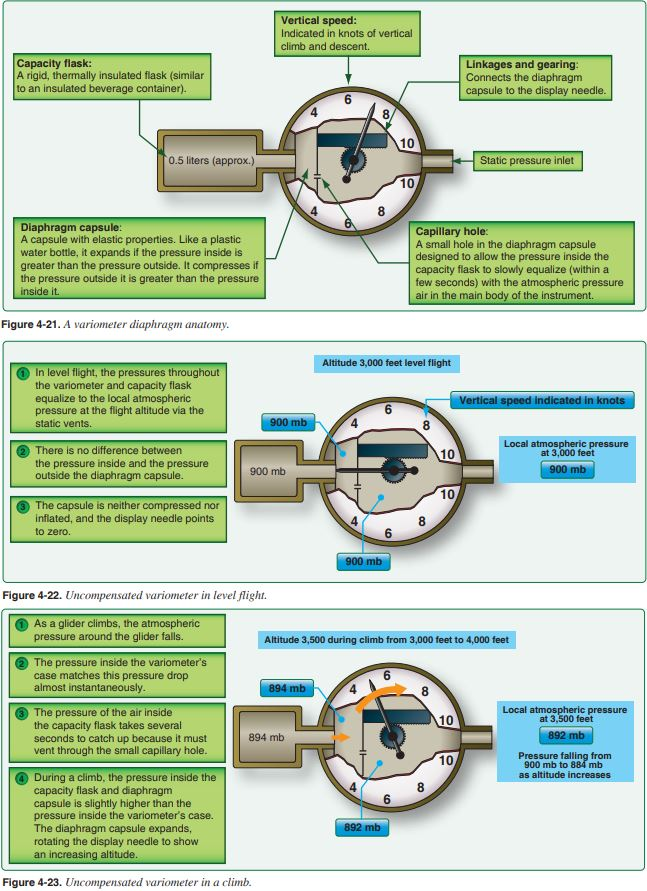
تشغيل متغير الغشاء العازل

## تاريخ
في عام 1930، وفقًا لما ذكرته آن ويلش، كان كرونفيلد... من أوائل من استخدموا مقياس التباين، وهو جهاز اقترحه ألكسندر ليبيش". تواصل ويلش القول إن "أول ارتفاع حراري حقيقي" حدث في عام 1930 على يد أ. هالر ووولف هيث، مع استخدام هيث لمقياس متغير في موسترل. صرح فرانك إيرفينغ أن آرثر كانترويتز ذكر لأول مرة إجمالي الطاقة في عام 1940. ومع ذلك، في وقت مبكر من عام 1901، كتب ويلبر رايت عن الحرارة، "عندما يكتسب مشغلو الطائرات الشراعية مهارة أكبر، يمكنهم، بأمان مقارن، الحفاظ على أنفسهم في الهواء لساعات متتالية بهذه الطريقة، وبالتالي من خلال الممارسة المستمرة، يزداد ذلك معرفتهم ومهاراتهم بأنهم يستطيعون الصعود إلى الهواء الأعلى والبحث عن التيارات التي تمكن الطيور الحوامة من نقل نفسها إلى أي نقطة مرغوبة، من خلال الارتفاع أولاً في دائرة، ثم الإبحار بزاوية هبوط".

## وصف

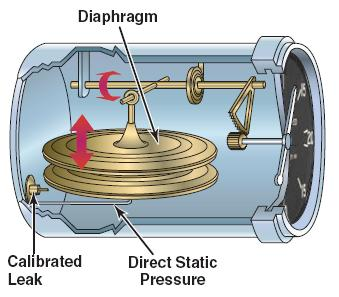
رسم تخطيطي للأجزاء الداخلية لمؤشر السرعة العمودية للطائرة الكلاسيكية

وفقًا لبول ماكريدي، «المتغير هو في الأساس مقياس ارتفاع للضغط مع تسرب والذي يميل إلى جعله يقرأ الارتفاع في وقت سابق. يتكون من وعاء منفس للهواء الخارجي بطريقة تجعل الضغط داخل الدورق يتأخر قليلاً عن الضغط الساكن الخارجي. يأتي معدل قياس التسلق من معدل تدفق الهواء إلى الداخل أو الخارج من الحاوية.»
تقيس المتغيرات معدل تغير الارتفاع عن طريق اكتشاف التغيير في ضغط الهواء (الضغط الساكن) مع تغير الارتفاع. تشمل الأنواع الشائعة من المتغيرات تلك التي تعتمد على غشاء عازل أو الريشة (البوق) أو الفرقة المشدودة أو التي تعتمد على الكهرباء. يتكون متغير الريشة من ريشة دوارة، تتمحور حول نوابض لولبية، تقسم الغرفة إلى جزأين، أحدهما متصل بمنفذ ثابت، والآخر بغرفة توسع. تستخدم المتغيرات الكهربائية مقاومات حرارية حساسة لتدفق الهواء، أو لوحات دوائر تتكون من مقاومات متغيرة متصلة بغشاء تجويف فراغ صغير.
يمكن إنشاء مقياس متغير بسيط عن طريق إضافة خزان كبير (زجاجة حرارية) لزيادة السعة التخزينية لأداة شائعة لمعدل الصعود بالطائرة. في أبسط أشكالها الإلكترونية، تتكون الأداة من زجاجة هواء متصلة بالجو الخارجي من خلال مقياس تدفق هواء حساس. مع تغير ارتفاع الطائرة، يتغير الضغط الجوي خارج الطائرة ويتدفق الهواء داخل زجاجة الهواء أو خارجها لموازنة الضغط داخل الزجاجة وخارج الطائرة. يُقاس معدل واتجاه تدفق الهواء بتبريد واحد من اثنين من الثرمستورات ذاتية التسخين، وسيؤدي الاختلاف بين مقاومات الثرمستور إلى اختلاف الجهد؛ يتم تضخيم هذا وعرضه على الطيار. كلما زادت سرعة الطائرة في الصعود (أو الهبوط)، زادت سرعة تدفق الهواء. يشير تدفق الهواء من الزجاجة إلى أن ارتفاع الطائرة آخذ في الازدياد. يشير تدفق الهواء إلى الزجاجة إلى أن الطائرة تهبط.
تقيس تصميمات المتغير الأحدث الضغط الساكن للغلاف الجوي مباشرة باستخدام مستشعر الضغط وتكتشف التغيرات في الارتفاع مباشرة من التغيير في ضغط الهواء بدلاً من قياس تدفق الهواء. تميل هذه التصميمات إلى أن تكون أصغر حجمًا لأنها لا تحتاج إلى زجاجة هواء. إنها أكثر موثوقية حيث لا توجد زجاجة تتأثر بالتغيرات في درجة الحرارة وفرص أقل لحدوث تسرب في الأنابيب المتصلة.
يشار إلى التصميمات الموصوفة أعلاه، والتي تقيس معدل تغير الارتفاع عن طريق الكشف التلقائي عن التغيير في الضغط الساكن مع تغير الطائرة في الارتفاع، باسم المتغيرات «غير المعوضة». غالبًا ما يستخدم مصطلح «مؤشر السرعة العمودية» (vertical speed indicator) أو"VSI" للأداة عندما يتم تثبيتها في طائرة تعمل بالطاقة. غالبًا ما يستخدم مصطلح «المتغير» ("variometer") عند تثبيت الأداة في طائرة انزلاقية أو طائرة شراعية.
يستخدم «مؤشر القصور الذاتي» ("Inertial-lead") أو «الفوري» ("Instantaneous") (VSI) أو (IVSI) مقاييس التسارع لتوفير استجابة أسرع للتغيرات في السرعة الرأسية.

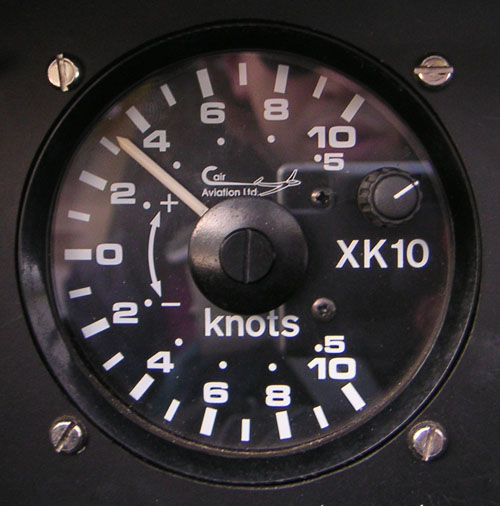
متغير مُثبَّت على اللوحة للطائرات الشراعية، يُظهر السرعة الرأسية بالعقدة (kn).

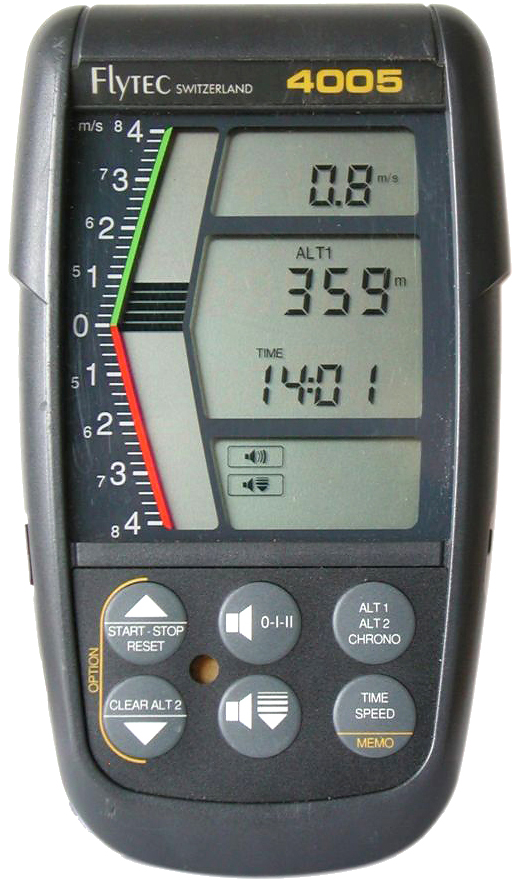
متغير للطائرات الشراعية، والطائرات الشراعية المعلقة، وألعاب الكرة، يُظهر السرعة الرأسية مع كل من مؤشر الشريط وقراءة رقمية، ويظهر السرعة الرأسية بالأمتار في الثانية (م/ث).

## غاية
البشر، على عكس الطيور والحيوانات الأخرى إلتي تطير، غير قادرين مباشرة على الإحساس بمعدلات الصعود والانخفاض. قبل اختراع المتغير، وجد طيارو الطائرات الشراعية صعوبة بالغة في التحليق. على الرغم من أنهم تمكنوا بسهولة من اكتشاف التغيرات المفاجئة في السرعة الرأسية («في مقعد البنطال») ("in the seat of the pants")، إلا أن حواسهم لم تسمح لهم بالتمييز بين الرفع والخفض، أو الرفع القوي من الرفع الضعيف. لا يمكن حتى تخمين معدل الصعود / الغرق الفعلي، إلا إذا كان هناك بعض المرجع المرئي الثابت الواضح في مكان قريب. يعني كونك بالقرب من مرجع ثابت أن تكون قريبًا من أحد التلال أو من الأرض. ماعدا عند ارتفاع التل (استغلال المصعد بالقرب من جانب الريح العلوي للتل)، فهذه بشكل عام مواقع غير مربحة للغاية بالنسبة لطياري الطائرات الشراعية. تم العثور على أكثر أشكال الرفع فائدة (المصعد الحراري ورفع الأمواج) على ارتفاعات أعلى، ومن الصعب جدًا على الطيار اكتشافها أو استغلالها دون استخدام مقياس متغير. بعد اختراع المتغير في عام 1929 من قبل ألكسندر ليبيش وروبرت كرونفيلد، انتقلت رياضة الطيران الشراعي إلى عالم جديد.
أصبحت المقاييس المتغيرة مهمة أيضًا في الطيران الشراعي المعلق عند إطلاق القدم، حيث يسمع الطيار في الهواء الطلق الرياح ولكنه يحتاج إلى المتغير لمساعدته أو مساعدتها على اكتشاف مناطق ارتفاع أو غرق الهواء. في وقت مبكر من الطيران الشراعي المعلق، لم تكن هناك حاجة إلى المتغيرات للرحلات القصيرة أو الرحلات الجوية القريبة من مصعد التلال. لكن المتغير أصبح مفتاحًا حيث بدأ الطيارون في القيام برحلات أطول. كان أول متغير محمول للاستخدام في الطائرات الشراعية المعلقة هو (Colver Variometer)، الذي تم تقديمه في السبعينيات من قبل (Colver Soaring Instruments)، والذي عمل على تمديد الرياضة إلى الطيران الحراري عبر البلاد. في الثمانينيات من القرن الماضي، أنتجت شركة (Ball Variometers Inc.)، التي أسسها ريتشارد هاردينغ بول (1921-2011) في عام 1971، مقياسًا للمعصم يعمل ببطارية 9 فولت.

## تعويض الطاقة الكلي

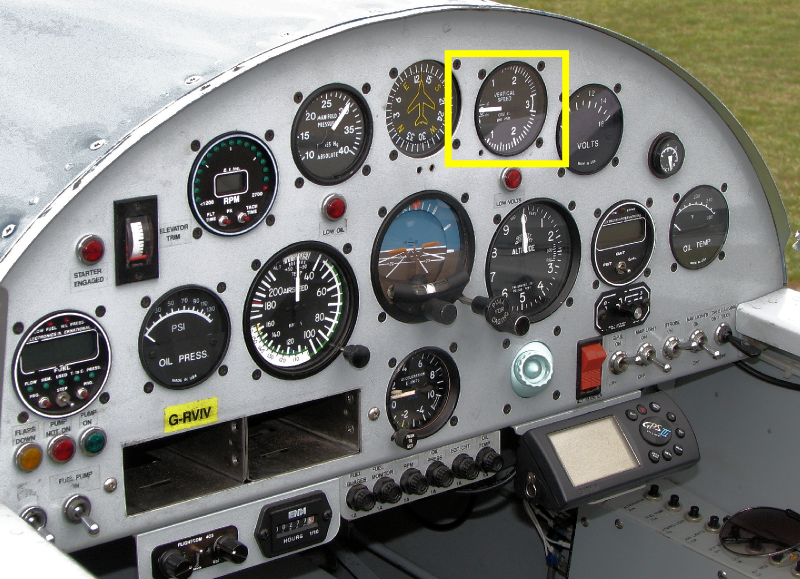
يقع VSI في طائرة Van's Aircraft RV-4 الخفيفة داخل المستطيل الأصفر.

مع تطور رياضة الطيران الشراعي، وجد أن هذه الأدوات البسيطة جدًا «غير المدفوعة» لها حدودها. المعلومات التي يحتاجها طيارو الطائرات الشراعية حقًا للتحليق هي التغيير الكلي في الطاقة الذي يمر به الطائرة الشراعية، بما في ذلك الارتفاع والسرعة. سيشير المتغير غير المعوض ببساطة إلى السرعة الرأسية للطائرة الشراعية، مما يؤدي إلى إمكانية «الالتصاق الحراري»، أي تغيير في الارتفاع ناتج عن إدخال العصا فقط. إذا سحب الطيار العصا للوراء، سترتفع الطائرة الشراعية، ولكنها تبطئ أيضًا. ولكن إذا كانت طائرة شراعية ترتفع دون تغيير السرعة، فهذا مؤشر على قوة رفع حقيقية، وليس «رفع العصا».
تتضمن المتغيرات المتغيرة أيضًا معلومات حول سرعة الطائرة، لذلك يتم استخدام الطاقة الإجمالية (المحتملة والحركية)، وليس فقط التغيير في الارتفاع. على سبيل المثال، إذا دفع طيار للأمام على العصا، مسرعًا أثناء غوص الطائرة، فإن المتغير غير المعوض يشير فقط إلى ضياع الارتفاع. لكن يمكن للطيار أن يتراجع عن العصا، ويستبدل السرعة الزائدة بالارتفاع مرة أخرى. يستخدم المتغير المعوض السرعة والارتفاع للإشارة إلى التغيير في إجمالي الطاقة. لذا فإن الطيار الذي يدفع العصا للأمام، ويغوص لاكتساب السرعة، ثم يتراجع مرة أخرى لاستعادة الارتفاع، لن يلاحظ أي تغيير في إجمالي الطاقة على متغير معوض (إهمال فقدان الطاقة بسبب السحب).
وفقًا لهيلموت ريتشمان، «كلمة» المتغير «تعني حرفياً» مقياس التغيير «، وهذه هي الطريقة التي ينبغي فهمها بها. بدون مزيد من المعلومات يبقى من غير الواضح ما هي التغييرات التي يتم قياسها. المتغيرات البسيطة... هي مؤشرات معدل الصعود. نظرًا لأن التسلق الفعلي للطائرة الشراعية والغرق المعروض على هذه الأدوات لا يعتمد فقط على حركة الكتلة الجوية وأداء الطائرة الشراعية، ولكن أيضًا في جزء كبير منه على تغييرات زاوية الهجوم (حركات المصعد)... هذا يجعل من المستحيل عمليا استخراج معلومات مفيدة، مثل - على سبيل المثال - موقع الحرارة. بينما تُظهر مؤشرات معدل الصعود تغيرات في الارتفاع وبالتالي تغيرات في الطاقة الكامنة للطائرة الشراعية، تشير مقاييس الطاقة الإجمالية إلى التغيرات في الطاقة الإجمالية للطائرة الشراعية، أي طاقتها الكامنة (بسبب الارتفاع) وطاقتها الحركية (بسبب السرعة الجوية).»
تم تجهيز معظم الطائرات الشراعية الحديثة بمقاييس تعويض الطاقة الإجمالية.

### إجمالي تعويضات الطاقة نظريًا

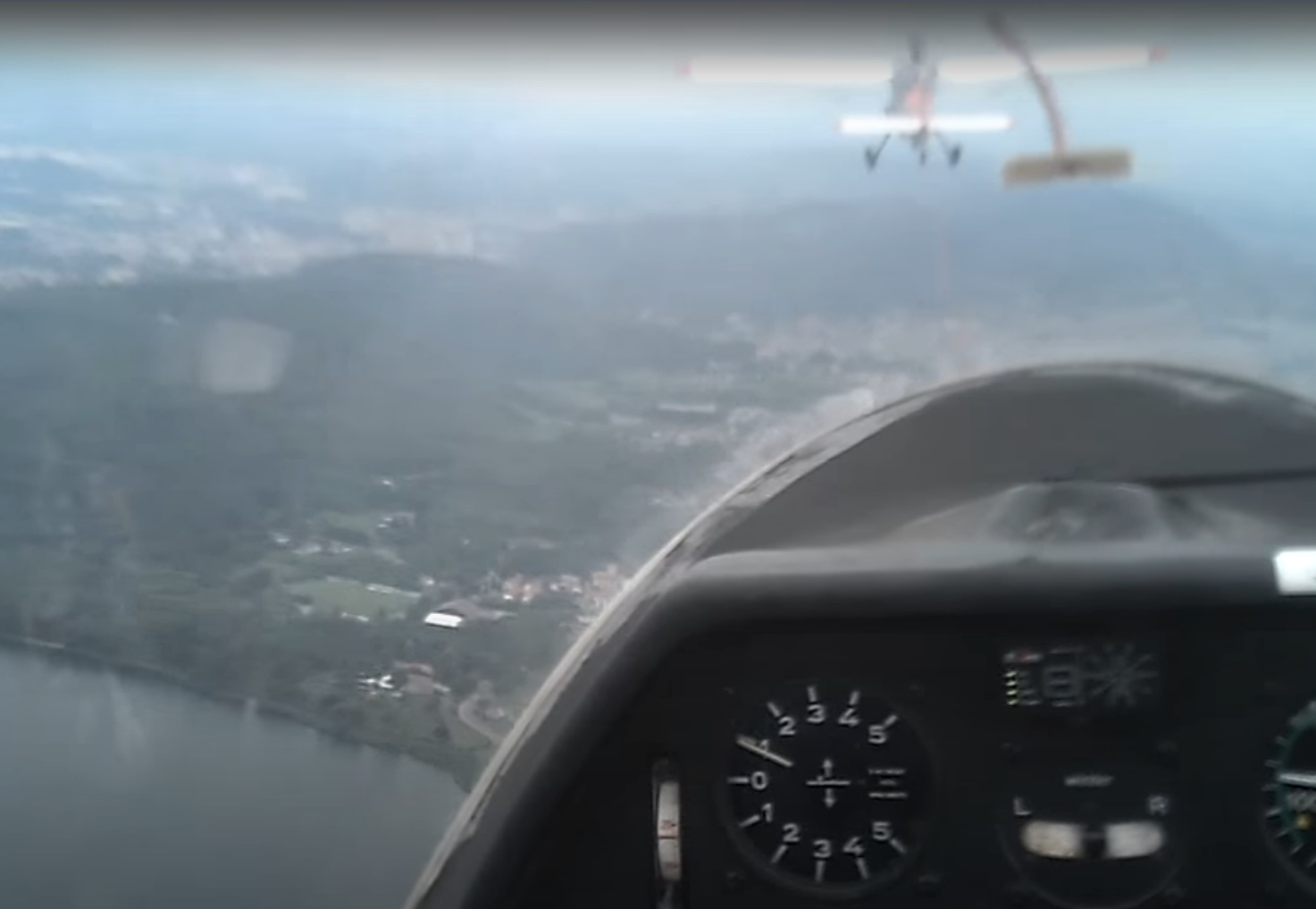
متري متري على طائرة شراعية مقطوعة

الطاقة الإجمالية للطائرة هي:
1. {\displaystyle E_{\text{tot}}=E_{\text{pot}}+E_{\text{kin}}}
أين {\displaystyle E_{\text{pot}}} هي الطاقة الكامنة، و {\displaystyle E_{\text{kin}}} هي الطاقة الحركية. لذا فإن التغيير في إجمالي الطاقة هو:
2. {\displaystyle \Delta E_{\text{tot}}=\Delta E_{\text{pot}}+\Delta E_{\text{kin}}}
حيث
3. الطاقة الكامنة تتناسب مع الارتفاع
{\displaystyle E_{\text{pot}}=mgh}
أين {\displaystyle m} هي كتلة الطائرة الشراعية و {\displaystyle g} تسارع الجاذبية
و
4. تتناسب الطاقة الحركية مع مربع السرعة،
{\displaystyle E_{\text{kin}}={1 \over 2}mV^{2}}
ثم من 2:
5. {\displaystyle \Delta E_{\text{tot}}=mg\Delta h+{1 \over 2}m{\Delta V}^{2}}
6. عادةً ما يتم تحويل هذا إلى تغيير فعال في الارتفاع عن طريق القسمة على تسارع الجاذبية وكتلة الطائرة، لذلك:
{\displaystyle {\Delta E_{\text{tot}} \over mg}=\Delta h+{{\Delta V}^{2} \over 2g}}

### إجمالي تعويض الطاقة في الممارسة العملية

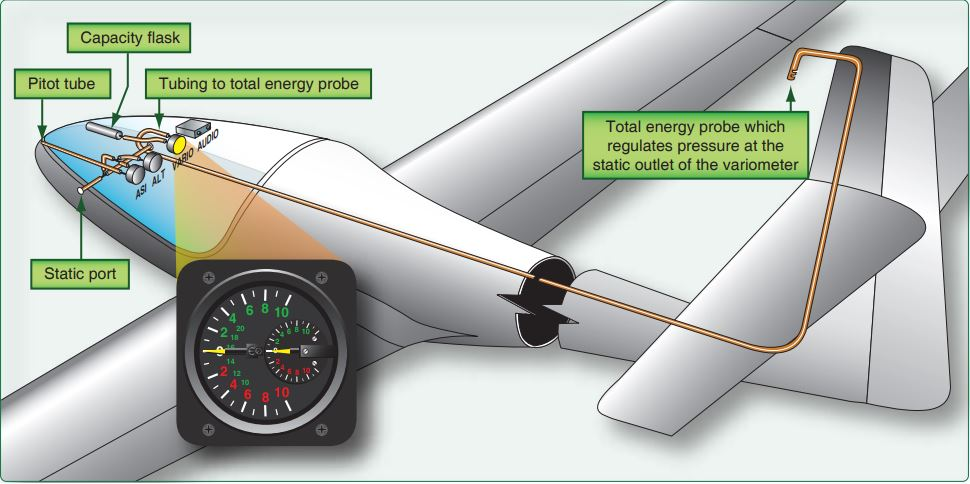
متغير إجمالي الطاقة مع أنبوب براونشفايغ

تستخدم متغيرات إجمالي الطاقة معوضًا غشائيًا أو تعويضًا بواسطة فنتوري أو يتم تعويضها إلكترونيًا. المعوض الغشائي عبارة عن غشاء مرن ينثني وفقًا للضغط الكلي (وعاء زائد ثابت) من سرعة الهواء. وبالتالي، فإن تأثيرات سرعة الهواء تلغي الزيادة في الحوض، بسبب التسارع، أو الانخفاض في الحوض، بسبب التباطؤ. يوفر المعوض الفنتوري ضغطًا سلبيًا يعتمد على السرعة، بحيث ينخفض الضغط مع زيادة السرعة، مما يعوض الضغط الساكن المتزايد بسبب الحوض. وفقًا لهيلموت رايشمان، «... ستظهر نقطة تركيب الفنتوري الأقل حساسية على الربع العلوي من الزعنفة الرأسية، على بعد حوالي 60 سم (2 قدم) من الحافة الأمامية.» تشمل أنواع معوضات فينتوري فرانك ايرفينغ (1948)، و (Althaus Venturi)، و (Hüttner Venturi)، و (Brunswick Tube)، و (Nicks Venturi)، و (Double-Slotted Tube)، التي طورتها (Bardowicks of Akaflieg Hannover)، والمعروفة أيضًا باسم أنبوب براونشفايغ.
عدد قليل جدًا من الطائرات التي تعمل بالطاقة لديها متغيرات طاقة إجمالية. يهتم طيارو الطائرات التي تعمل بالطاقة بشكل أكبر بالمعدل الحقيقي لتغير الارتفاع، لأنهم غالبًا ما يرغبون في الحفاظ على ارتفاع ثابت أو الحفاظ على صعود أو هبوط ثابت.

## مقياس نيتو
النوع الثاني من المتغير المعوض هو (Netto) أو متغير الكتلة الهوائية (airmass). بالإضافة إلى تعويض TE، يعدل مقياس Netto معدل الغرق الجوهري للطائرة الشراعية بسرعة معينة (المنحنى القطبي) المعدل لتحميل الجناح بسبب صابورة الماء. سيقرأ متغير (Netto) دائمًا الصفر في الهواء الساكن. يوفر هذا للطيار القياس الدقيق للحركة الرأسية للكتلة الهوائية الحاسمة للانزلاق النهائي (الانزلاق الأخير إلى موقع الوجهة النهائي).
في عام 1954، كتب بول ماكريدي عن تصحيح سرعة الغرق لإجمالي طاقة فنتوري. صرح ماكريدي، «في الهواء الساكن... تمتلك طائرة شراعية سرعة غرق مختلفة عند كل سرعة جوية... سيكون من الأجمل إذا أضاف المتغير معدل الغطس تلقائيًا، وبالتالي أظهر حركة الهواء العمودية بدلاً من حركة الطائرات الشراعية العمودية. يمكن إجراء التصحيح بعدة طرق. ربما يكون الأجمل هو الاستفادة من إجمالي الطاقة الفنتوري والضغط الديناميكي من أنبوب البيتوت.» كما أوضح رايشمان، فإن «مقياس نيتو يظهر صعود وحوض الكتلة الهوائية (وليس الطائرة الشراعية!)... من أجل تحقيق مؤشر» صافي«، يجب» تعويض«المغسلة القطبية الحالية للطائرة الشراعية من المؤشر. للقيام بذلك، يستفيد المرء من حقيقة أنه فوق السرعة لأفضل انزلاق، تزداد سرعة الغرق القطبي للطائرة الشراعية تقريبًا مع مربع السرعة الجوية. نظرًا لأن ضغط البيتوت يزداد أيضًا مع مربع السرعة، فيمكن للمرء استخدامه» للتعويض عن«تأثير الغرق القطبي للطائرة الشراعية على نطاق السرعة بالكامل تقريبًا.» يقول توم براندس، «Netto هي ببساطة الطريقة الألمانية لقول» شبكة«، ونظام (Netto Variometer System) (أو المعوض القطبي) هو ببساطة واحد يخبرك بحركة الهواء العمودي الصافي مع حركة الطائرة الشراعية أو الغرق المأخوذ من المتغير المعتاد قراءة.» 
يشير مقياس نيتو النسبي (Relative Netto Variometer) إلى السرعة الرأسية التي ستحققها الطائرة الشراعية إذا طارت بسرعة حرارية - بغض النظر عن سرعة الهواء الحالي والموقف. يتم حساب هذه القراءة على أنها قراءة Netto مطروحًا منها الحد الأدنى لمغسلة الطائرة الشراعية. عندما تدور الطائرة الشراعية إلى درجة الحرارة، يحتاج الطيار إلى معرفة السرعة العمودية للطائرة الشراعية بدلاً من سرعة الكتلة الهوائية. يتضمن مقياس نيتو النسبي (أو أحيانًا Super Netto) مستشعر (g) للكشف عن الحرارة. عند التسخين الحراري، سيكتشف المستشعر التسارع (الجاذبية بالإضافة إلى الطرد المركزي) فوق 1 جم ويخبر متغير (netto) النسبي بالتوقف عن طرح معدل الغرق القطبي المعدل لجناح الطائرة الشراعية طوال المدة. استخدمت بعض شبكات (nettos) السابقة مفتاحًا يدويًا بدلاً من مستشعر «جي» (g).

## المتغيرات الإلكترونية
في عام 1954، أشار ماكريدي إلى مزايا مقياس متغير الصوت، «هناك الكثير مما يمكن تحقيقه إذا تم تقديم مؤشر المتغير للطيار عن طريق الصوت. أكثر من أي أداة أخرى باستثناء أثناء الطيران الأعمى، يجب مراقبة المتغير باستمرار. إذا تمكن الطيار من الحصول على القراءة عن طريق الأذن، فيمكنه تحسين تحليقه الحراري من خلال مشاهدة الطائرات الشراعية القريبة، ويمكنه ماديًا تحسين الرحلة الإجمالية من خلال دراسة تكوينات السحابة لاستخدامها بعد ذلك.»
في الطائرات الشراعية الحديثة، تولد معظم المتغيرات الإلكترونية صوتًا يعتمد نغمه وإيقاعه على قراءة الأداة. عادةً ما تزداد نغمة الصوت في التردد حيث يُظهر المتغير معدل ارتفاع أعلى وينخفض في التردد نحو تأوه عميق حيث يُظهر المتغير معدل هبوط أسرع. عندما يُظهر المتغير ارتفاعًا، غالبًا ما يتم تقطيع النغمة ويمكن زيادة معدل التقطيع مع زيادة معدل الصعود، بينما لا يتم تقطيع النغمة أثناء الهبوط. عادةً ما يكون (vario) صامتًا في الهواء الساكن أو في المصعد وهو أضعف من معدل الغطس النموذجي للطائرة الشراعية عند الحد الأدنى من الحوض. تسمح هذه الإشارة الصوتية للطيار بالتركيز على المنظر الخارجي بدلاً من الاضطرار إلى مشاهدة الأدوات، وبالتالي تحسين السلامة وإعطاء الطيار أيضًا فرصة أكبر للبحث عن السحب الواعدة وعلامات الرفع الأخرى. يُعرف المتغير الذي ينتج هذا النوع من النغمات المسموعة باسم «متغير الصوت».
يمكن أن تقدم المتغيرات الإلكترونية المتقدمة في الطائرات الشراعية معلومات أخرى للطيار من أجهزة استقبال نظام التموضع العالمي (GPS). وبالتالي يمكن أن تُظهر الشاشة الاتجاه والمسافة والارتفاع المطلوب للوصول إلى الهدف. في وضع الرحلات البحرية (المستخدمة في رحلة مباشرة)، يمكن أن يعطي (vario) أيضًا مؤشرًا مسموعًا للسرعة الصحيحة للطيران اعتمادًا على ما إذا كان الهواء يرتفع أو يغرق. يتعين على الطيار فقط إدخال الإعداد المقدر لـ بول ماكريدي، وهو المعدل المتوقع للتسلق في الحرارة المقبولة التالية.
هناك اتجاه متزايد للتغيرات المتقدمة في الطائرات الشراعية نحو أجهزة كمبيوتر الطيران (مع مؤشرات المتغير) والتي يمكن أن تقدم أيضًا معلومات مثل المجال الجوي المتحكم فيه، وقوائم نقاط الالتفاف وحتى تحذيرات الاصطدام. سيخزن البعض أيضًا بيانات نظام التموضع العالمي (GPS) الموضعية أثناء الرحلة لتحليلها لاحقًا.

## التحكم في ارتفاع الراديو
تستخدم المتغيرات أيضًا في الطائرات الشراعية التي يتم التحكم فيها عن طريق الراديو. يتكون كل نظام متغير من جهاز إرسال لاسلكي في الطائرة الشراعية، وجهاز استقبال على الأرض ليستخدمه الطيار. اعتمادًا على التصميم، قد يمنح جهاز الاستقبال الطيار الارتفاع الحالي للطائرة الشراعية، وشاشة توضح ما إذا كانت الطائرة الشراعية تكتسب أو تفقد ارتفاعًا - غالبًا عبر نغمة صوتية. يمكن أيضًا توفير أشكال أخرى من القياس عن بُعد بواسطة النظام، حيث تعرض معلمات مثل سرعة الهواء وجهد البطارية. قد تتميز المقاييس المتغيرة المستخدمة في الطائرات الشراعية التي يتم التحكم فيها لاسلكيًا أو لا تحتوي على تعويض إجمالي للطاقة.
المتغيرات ليست ضرورية في الطائرات الشراعية التي يتم التحكم فيها عن طريق الراديو؛ يمكن للطيار الماهر تحديد ما إذا كانت الطائرة الشراعية تتجه لأعلى أو لأسفل من خلال الإشارات المرئية وحدها. يُحظر استخدام المتغيرات في بعض مسابقات الارتفاع للطائرات الشراعية التي يتم التحكم فيها عن طريق الراديو.

## روابط خارجية
- مستشعر بسيط للطاقة الكلية، NASA TM X-73928، مارس 1976 نسخة محفوظة 17 أبريل 2021 على موقع واي باك مشين.